# Fannia hohxiliensis
Fannia hohxiliensis är en tvåvingeart som beskrevs av Wang, Wang och Xue 2007. Fannia hohxiliensis ingår i släktet Fannia och familjen takdansflugor. Inga underarter finns listade i Catalogue of Life.